# Myślisław
Myślisław – imię męskie pochodzenia słowiańskiego, nienotowane w źródłach staropolskich. Złożone z członów Myśli- ("myśleć") i -sław ("sława"). Być może oznacza "tego, który myśli o sławie".
Myślisław imieniny obchodzi 31 marca.